# جدار الاستوديو (لوحة)
جدار الاستوديو (بالألمانية: Atelierwand)‏ هي لوحة زيتية بريشة الرسام الواقعي أدولف مينزل من عام 1872. تقع في صالة متحف كونستهالي هامبورغ. نجت لوحتان لمينزل بعنوان "جدار الاستوديو" ؛ يعود تاريخ أقدمها إلى عام 1852 وهي الآن في برلين. يُظهر انطباعات وعينات أو نماذج لأطراف بشرية وجمجمة. بعد عشرين عامًا، تعامل أدولف مينزل مع هذا الموضوع مرة أخرى. تم الحصول على هذه اللوحة الثانية من قبل ألفريد ليشتوارك (جامع قطع فنية) في عام 1896 وكانت واحدة من أهم المعروضات في صالة الفنون بهامبرغر منذ ذلك الحين. كان ليشتوارك مفتونًا بشكل خاص بمعالجة الضوء والظل في اللوحة. صرحت ستيفاني هاوسشيلد (ناقة فنية): "على الرغم من أنها تصور جدارًا في استوديو الرسام، إلا أنها لا تبدو صورة استوديو حقيقية، كما وصفها فيلاسكيز، على سبيل المثال. بإنها لوحة تبرز الطبيعة الصامتة للأشياء.

## الوصف
في اللوحة، رسم أدولف مينزل جزءًا من الجدار الموجود في مرسمه في شارع بوتسدامر، والذي استخدمه من عام 1871 إلى عام 1875. الشكل المركزي عبارة عن قوالب جصية متنوعة مضاءة من الأسفل ومواد عمل معلقة على شرائط خشبية متصلة بجدار مطلي باللون الأحمر. تم تعليق بعض اللوحات أيضًا على ما يبدو أيضًا على هذا الجدار، لكن لا يمكن رؤية سوى القواطع الصغيرة والإطارات المذهبة للوحات. تؤكد الشرائط الخشبية المرفقة أفقيًا في اللوحة على المنظور، حيث تقع نقطة التلاشي على عمق كبير في أسفل يسار أللوحة. ترى ستيفاني هاوسشيلد (ناقة فنية) في هذا، كما هو الحال في المنظورات الأخرى غير العادية التي اختارها مينزل، فحصًا للتجارب البصرية للفنان الصغير،  ولكن من ناحية أخرى، ينبغي اعتبار أن هذا المنظور يمكن أن يتحقق بسهولة عندما يكون من المفترض ألا يكون منخفضًا جدًا. تم استخدام ارتفاع سقف الاستوديو. على أي حال، لان ذلك يسمح برؤية الحواف السفلية للعديد من القوالب الجصية وبالتالي معرفة أنها قوالب جوفاء.
يتدلى جذعان في الوسط، وفقًا لستيفاني هاوسشيلد، يمكن تخصيصهما إلى تماثيل فينوس دي ميلو ولاوكون؛ ومع ذلك، سيكون كلا التمثيلين أصغر بكثير من النسخ الأصلية. يقع الجذع الأنثوي تقريبًا في وسط الصورة ويتلقى معظم الضوء؛ يبدو أيضًا أنه مصنوع من مادة أخف من جذع الذكر الموجود على اليمين. ينتهي أسفل السرة مباشرة، بينما يتم قطع جذع الذكر بسلاسة أعلى. على اليمين أسفل جذع الأنثى توجد يد يسرى، وهي أيضًا مضاءة بشكل ساطع ومصنوعة من مادة خفيفة ويبدو أنها كبيرة نسبيًا، ولم يعد السبابة اليمنى مكتملة. يفسر هاوسشيلد هذا على أنه مؤشر على عسر مينزل. على الجانب الآخر من الجذع الأنثوي، بجانب الثدي الأيمن المضاء بشكل ساطع، يمكنك رؤية قناع الموت لمؤرخ الفن فريدريش إيغرز، الذي كان صديقًا لـ مينزل. هذا الرأس مائل للأمام، والعينان مغمضتان، ومادة الصنع صفراء رمادية. وبجانبه يوجد قناع أخف إلى حد ما لرجل ملتح، وبجانبه يتدلى شكل رأس كلب تحت جمجمة حيوان.
في الصف السفلي، على يمين ويسار اليد الكبيرة التي سبق ذكرها وحزمة ألأدوات، هناك أربعة أقنعة موت أخرى معلقة، اثنان في الزاوية اليمنى السفلية من الصورة، اثنان على اليسار. وفقًا لستيفاني هاوسشيلد، فإنهما أقنعة موت دانتي وشيلر، وفي الزاوية اليمنى، إما غوته أو فاغنر.  كذلك يوجد في الصف العلوي ستة رؤوس أو أقنعة شخصية، اثنان منهم لأطفال. من بينها صورة مينزل الذاتية  بالإضافة إلى صورة لفريدريك الكبير. 

## الأستقبال
من ناحية، جذبت الصورة الانتباه بسبب تكوينها الجديد فقد وصف فيرنر هوفمان، على سبيل المثال، اللوحة بأنها «بيان مشفر». كان مينزل، الذي خالف التقاليد التصويرية للقرن التاسع عشر، أحد الرسامين الذين اكتشفوا جماليات القطعة ولم يميزوا بين قيمة الأشياء المصورة. يرى هوفمان أن مجموعاته من الأعمال هي نذير للتوليف السريالي لأشياء من القرن العشرين. من ناحية أخرى، تم فحص مرجع السيرة الذاتية للوحة. قناع الموت الذي وضعه مينزل لمؤرخ الفن فريدريش إيغرز في وسط الصورة، والذي توفي عام 1872 ، يعطي التمثيل طابع الصورة التذكارية. بعد كل شيء، يمكن أيضًا رؤية اللوحة بشكل عام على أنها تحقيق لموضوع تذكرة الموت، وبالتالي فهي تتبع لتقليد فني طويل. يمكن اعتبار أقنعة الموت والشظايا والجماجم رموزًا لعدم الثبات؛ المقص والخيوط هي أيضًا أدوات النحات، وبالتالي تنتمي إلى داخل الاستوديو، ولكنها في نفس الوقت سمات للمويراي التي قطعت خيط الحياة.
قال مؤلف مجهول: «بشكل عام، تذكر الطبيعة الشبحية لجميع هذه القوالب بالدروع المفككة التي رسمها مينزل في شتاء 1866-1867 بعد وقت قصير من إكمال مرحلة شاقة من العمل الإبداعي في مستودع الأسلحة في القصر الملكي. في جدار الاستوديو، لا يقدم مينزل أي تجاور عشوائي للأشياء أو لمخطط استعاري، ولكنه بدلاً من ذلك ينقل الطبيعة المؤلمة والقصيرة العمر للجوانب الأساسية للوجود البشري. في أكتوبر 1872 ، التاريخ الذي تم إدخاله في زاوية هذه اللوحة، بدأ مينزل بالفعل العمل عل لوحة مصنع درفلة الحديد (اكتملت في عام 1875).» 
كتب أندريس كاسترو قصيدة عن اللوحة بعنوان جدار الاستوديو (1872). لم يحاول تحديد الأشخاص الذين تم تصويرهم في أللوحة، بل ركز بدلاً من ذلك على الحالة المزاجية للصورة وتأثيرات الضوء.

## المعرض
في عام 2008 عُرضت اللوحة في معرض أدولف مينزل في هامبورغ جنبًا إلى جنب مع أعمال المصور لويس رينر. 

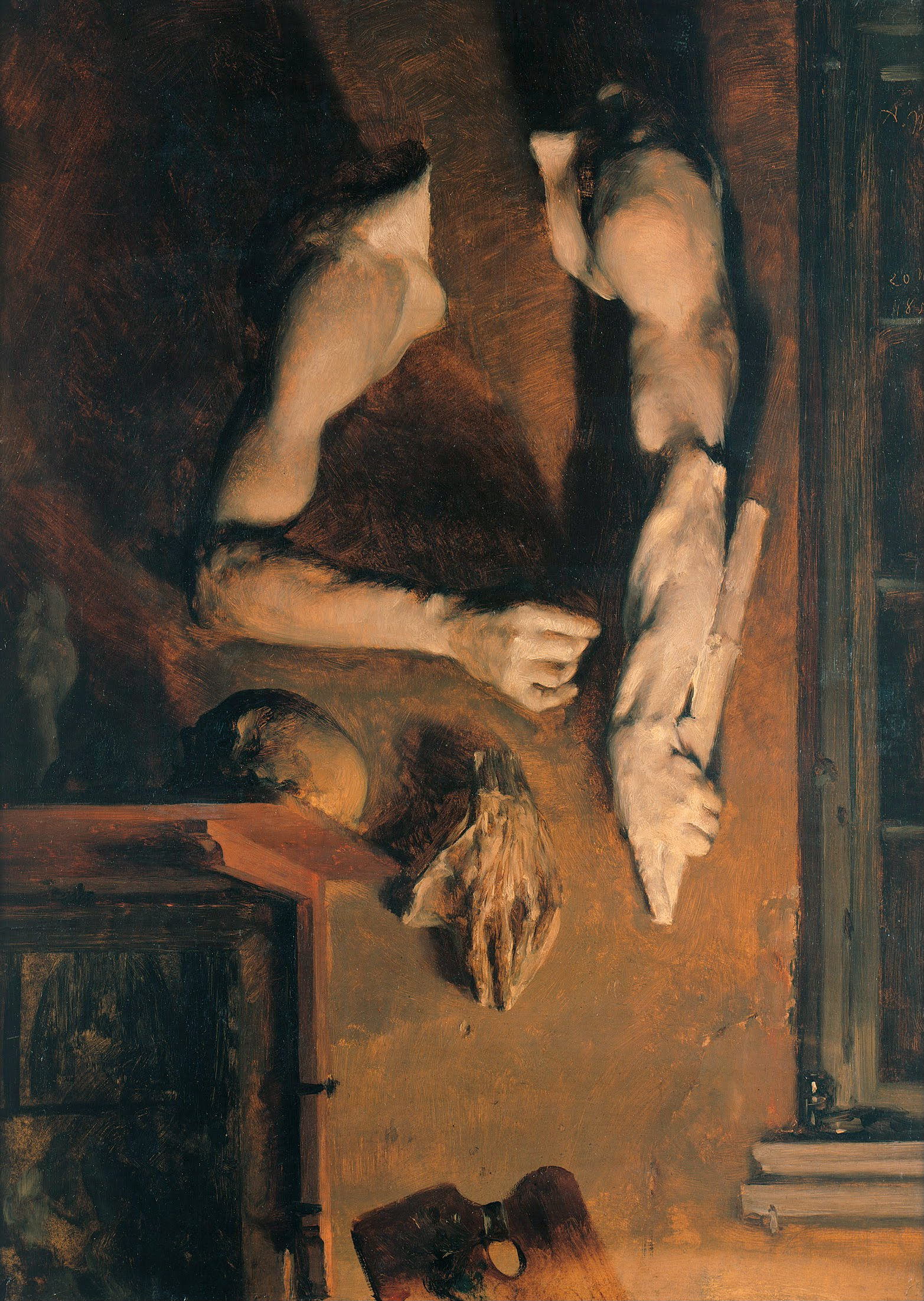
جدار الاستوديو 1852 بريشة أدولف مينزل
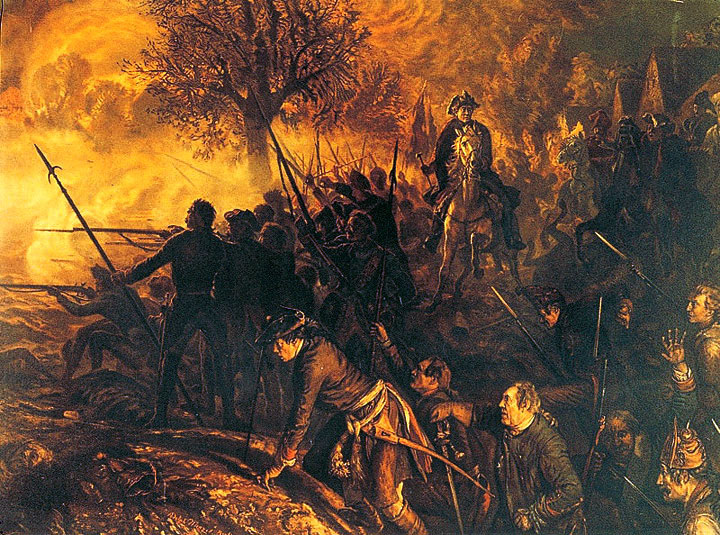
غارة 1856 بريشة أدولف مينزل
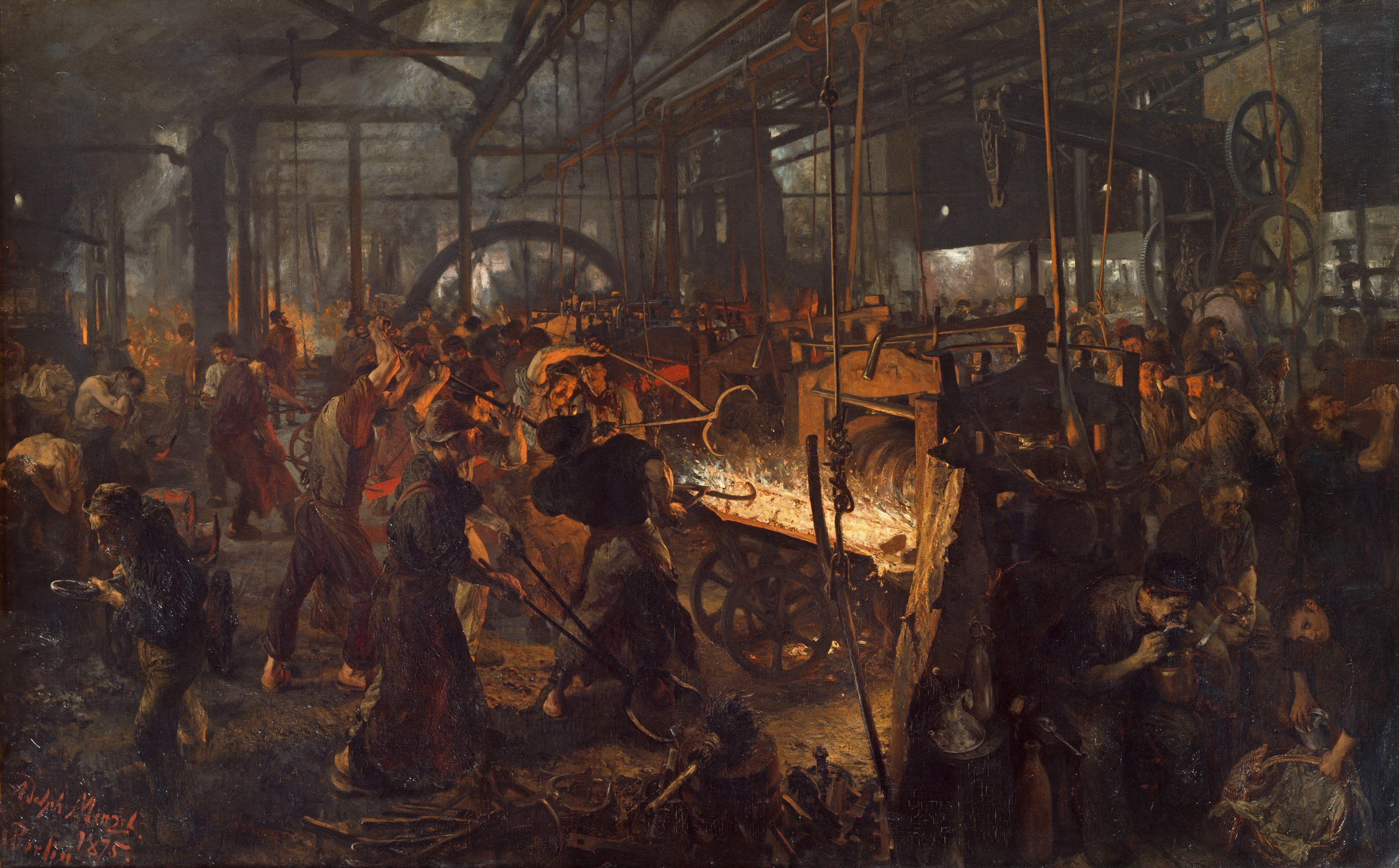
مصنع درفلة الحديد 1875 بريشة أدولف مينزل

## الرسام

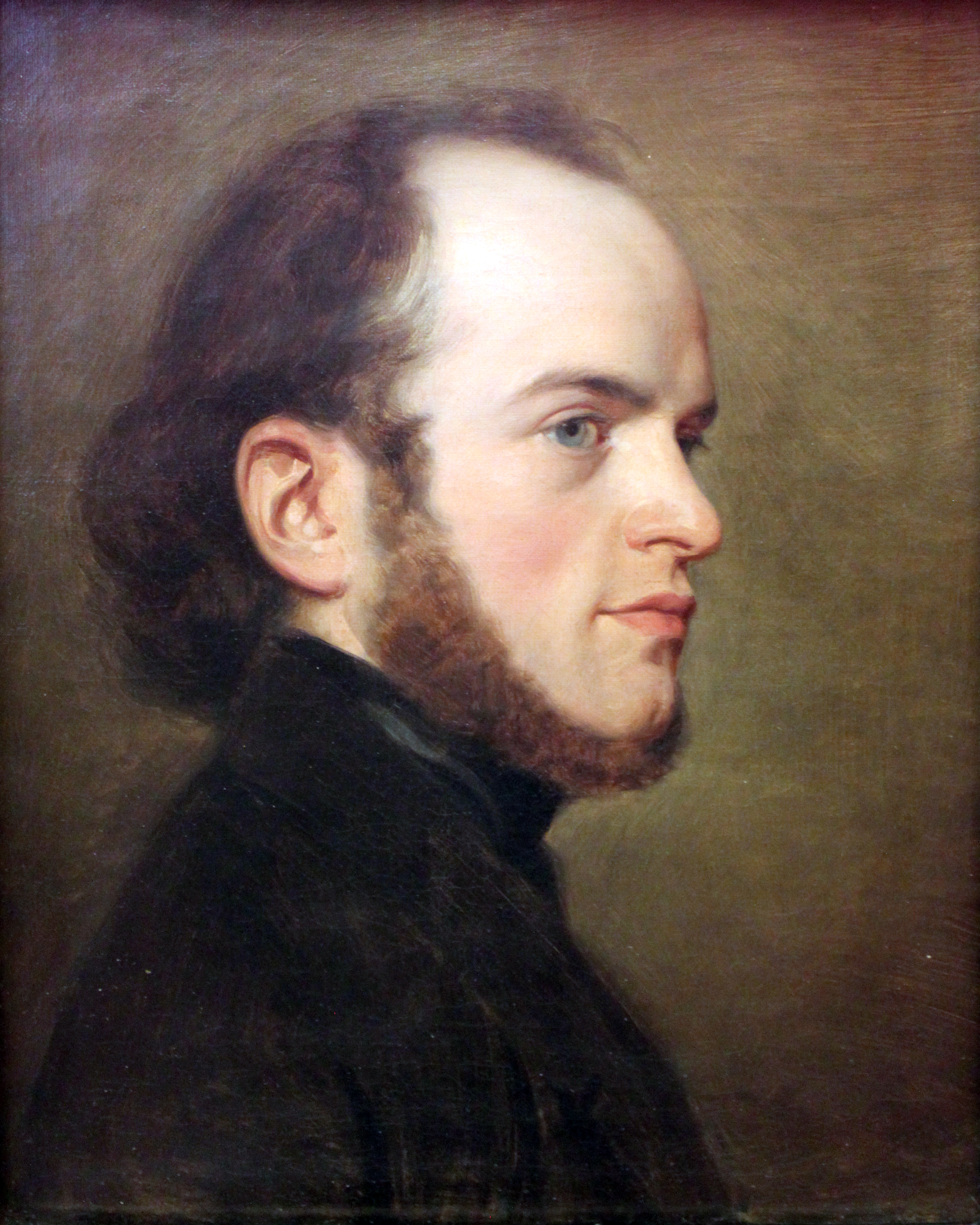
أدولف فون مينزل

أدولف فون مينزل (1815 – 1905 م) هو رسام، ورسام توضيحي ألماني، ولد في فروتسواف ، وكان عضوًا في الأكاديمية الملكية للفنون، توفي في برلين  ، عن عمر يناهز 90 عاماً. حظي مينزل بشعبية واسعة في بلده خاصة بسبب لوحاته التاريخية لدرجة أن القليل من لوحاته الرئيسية قد غادرت ألمانيا، إذ وضع الكثير منها في متاحف مدينة برلين. نُشرت أعماله (وخاصة رسوماته) على نطاق واسع، إلى جانب بعض اللوحات غير الرسمية التي لم تكن مخصصة للعرض في البداية والتي ساهمت إلى حد كبير في ازدياد شهرته بعد وفاته. وعلى الرغم من أنه سافر بحثًا عن مواضيع للوحاته ولزيارة المعارض ولقاء فنانين آخرين، فقد أمضى مينزل معظم حياته في برلين، وكان منعزلًا عن الآخرين على الرغم من صداقاته العديدة. من المحتمل أنه شعر بالغربة اجتماعيًا لأسباب جسدية، إذ امتلك مينزل رأسًا كبيرًا، وقدر طوله بنحو 4 أقدام وست بوصات (1.37 متر)